# Corry Bell
Corry Bell, eigentlich Margie Zaran (* 10. Mai 1904 in Stuttgart; † nach 1933), war eine deutsche Filmschauspielerin.

## Leben
Der Filmredakteur Charles Barbarino stellte die Nachwuchsschauspielerin Margie Zaran bei der Emelka vor. Als sie für eine Hauptrolle in Klettermaxe besetzt wurde, nahm sie den Rollennamen Corry Bell als ihren Künstlernamen an. Die schlanke, hochgewachsene Brünette wurde nach diesem Filmerfolg mit zahlreichen Neben- aber auch Hauptrollen in minder wichtigen Filmen von Regisseuren wie Leo Lasko, Robert Dinesen, E. W. Emo, Manfred Noa und Edmund Heuberger bedacht. Im März 1927 wurde von der Perusa-Zigarettenfabrik Georg Metzger in München auch eine Zigarettenmarke mit ihrem Namen angeboten.
In dem Detektivfilm Besondere Kennzeichen, der im Dezember 1929 im Wittelsbach-Palast in Berlin uraufgeführt wurde, verkörperte Bell die Rolle der Henriette, eine der Hauptrollen; sie war die „ungetreue Ehefrau des oft abwesenden Weltdetektivs“ Fardot. Der Berliner Film-Kurier hob in seiner Kritik vom 14. Dezember 1929 ihre Leistung „anerkennend“ hervor.
Den Übergang zum Tonfilm schaffte Bell wie viele andere ihrer Stummfilmkolleginnen nicht. Nach einer kleinen Zofenrolle in Georg Jacobys Verwechslungslustspiel Liebe in Uniform, ihrem einzigen Tonfilm, verschwand sie komplett aus dem Blickfeld der Öffentlichkeit. Möglicherweise erhielt sie 1933 Drehverbot oder ist emigriert. Wahrscheinlicher ist jedoch, dass sie das Schicksal nicht weniger Stummfilm-Ikonen teilte und sich Corry Bell aus dem Filmgeschäft zurückzog, da ihre Stimme für den Tonfilm zu wenig Volumen hatte und sie deshalb nicht mehr berücksichtigt wurde. 
In Dietzlers Auto-Adressbuch für Groß-Berlin, Ausgabe 1934, war sie als Marg. Bauer, gen. Corry Bell, mit der Adresse Kurfürstendamm 97 verzeichnet.

## Filmografie
- 1927: Klettermaxe
- 1927: Der falsche Prinz
- 1928: Hände hoch! Hier Eddie Polo!
- 1928: Der Herr vom Finanzamt
- 1928: Ariadne in Hoppegarten
- 1928: Spelunke
- 1928: Moderne Piraten
- 1928: Das letzte Souper
- 1929: Was kostet Liebe?
- 1929: Besondere Kennzeichen
- 1932: Liebe in Uniform